# Пер Лашез
„Пер Лашез“ (на френски: Cimetière du Père Lachaise) е най-голямото гробище в Париж и сред най-известните в света. Наречено е на Франсоа де ла Шез, изповедник и духовен водач на Луи XIV, в чиято градина е изградено.
В началото на 19 век трябвало нови гробища в Париж да заменят старите. Така били изградени: на север – „Монмартър“, на изток – „Пер Лашез“, на юг – „Монпарнас“, както и разположеното в центъра на града гробище „Паси“.
Първото погребение в „Пер Лашез“ (на 5-годишно момиченце) се е състояло на 21 май 1804 г.
Сред погребаните в Пер Лашез са:
Обществени и политически личности
- Пол Барас (1755 – 1829), деец на Великата френска революция
- Джуда Бенджамин (1811 – 1884), американски политик и адвокат
- Пиер Абелар (1079 – 1142), философ и богослов
- Иполит Карно (1801 – 1888), френски политик, син на Лазар Карно
- Едуар Даладие (1884 – 1970), френски политик, историк, радикалсоциалист, държавник, министър-председател на Франция
- Рафаел Леонидас Трухильо (1891 – 1961), диктатор, дългогодишен президент на Доминиканската република
- Фредерик Паси (1822 – 1912), френски икономист и политик, първият носител на Нобелова награда
- Морис Торез (1900 – 1964), френски политик, дългогодишен генерален секретар на Френската комунистическа партия
- Нестор Махно (1888 – 1934), украински анархист, командващ Революционната армия на Украйна 1918 – 22 г.
- Адолф Тиер, (1797 – 1877), френски политик и историк

Военни командири
- Луи Даву (1770 – 1823), френски маршал от епохата на Наполеоновите войни
- Жоашен Мюра (1771 – 1815), френски военен деец, маршал на Наполеон I, крал на Неаполитанско кралство
- Етиен Юсташ Брюи (1759 – 1805), френски вицеадмирал, морски министър от времето на Директорията
- Андре Масена (1758 – 1817), френски военачалник от епохата на Революционните и Наполеоновите войни, маршал на Наполеон I
- Луи Габриел Сюше (1770 – 1826), френски маршал от епохата на Наполеоновите войни
- Еманюел Груши (1766 – 1847), френски маршал от епохата на Наполеоновите войни
- Франсоа Келерман (1735 – 1820), френски маршал от епохата на Наполеоновите войни
- Франсоа Жозеф Льофевр (1755 – 1820), френски маршал от епохата на Наполеоновите войни
- Мишел Ней (1769 – 1815), френски маршал от епохата на Наполеоновите войни, единственият маршал, екзекутиран през 1815 г. от крал Луи XVIII
- Пиер Ожеро (1757 – 1816), френски маршал от епохата на Наполеоновите войни
- Жак Макдоналд (1765 – 1840), френски маршал от епохата на Наполеоновите войни
- Андраник Озанян (1865 – 1927), арменски генерал, политически и обществен деец, борец за свобода, български офицер в Балканската война
- Лоран Сен Сир (1764 – 1830), френски маршал от епохата на Наполеоновите войни
- Клод Виктор (1781 – 1823), френски маршал от епохата на Наполеоновите войни

Мислители и учени
- Жан-Франсоа Шамполион (1790 – 1832), „баща“ на египтологията, разшифровал египетските йерогрифи
- Клод Бернар (1813 – 1878), френски физиолог
- Шарл Месие (1730 – 1817), френски астроном
- Жозеф Фурие, (1768 – 1830), математик и физик
- Анри дьо Сен-Симон, (1760 – 1825), основател на утопичен социализъм
- Папюс, (1865 – 1916), френски окултист, кабалист и лекар
- Гаспар Монж, (1746 – 1818), френски геометър и обществен деятел
- Морис Мерло-Понти, (1908 – 1961), френски философ феноменолог
- Жан-Франсоа Лиотар, (1924 – 1998), френски философ и литературен теоретик
- Густав Льобон, (1841 – 1931), френски психолог, историк, социолог и антрополог, основател на социалната психология
- Жорж Кювие, (1769 – 1832), френски натуралист и зоолог
- Огюст Конт, (1798 – 1857), френски философ, основоположник на позитивизма и научната социология
- Франсоа Араго, (1786 – 1853), френски физик, политик, математик и астроном
- Пиер Бурдийо, (1930 – 2002), френски социолог
- Етиен Жофроа Сент-Илер, (1772 – 1844), френски зоолог
- Луи Жозеф Гей-Люсак, (1778 – 1850), френски химик и физик
- Фернан Бродел, (1902 – 1985), френски историк, лидер на т.нар. Школа „Анали“

Писатели, драматурзи и поети
- Мигел Анхел Астуриас (1899 – 1974), гватемалски писател
- Оноре дьо Балзак, (1799 – 1850), френски писател
- Анри Барбюс (1873 – 1935), писател
- Оскар Уайлд, (1854 – 1900), ирландски писател и драматург
- Жан дьо Бруноф (1899 – 1937), френски детски писател
- Марсел Пруст (1871 – 1922), френски писател
- Гийом Аполинер (1880 – 1918), френски поет, писател и критик
- Пиер дьо Бомарше (1732 – 1799), френски писател, драматург и публицист
- Жан-Ришар Блок (1884 – 1947), френски писател и драматург
- Реми дьо Гурмон (1858 – 1915), френски поет и писател, представител на символизма
- Огюст Виле де Лил-Адан (1838 – 1889), френски писател
- Пол Елюар (1895 – 1952), френски поет, смятан за един от основоположниците на сюрреализма в поезията
- Сюли Прюдом (1839 – 1907), френски поет и есеист
- Жорж Перек (1936 – 1982), френски режисьор и писател
- Колет (1873 – 1954), френската писателка
- Алфонс Доде (1840 – 1897), френски писател и драматург
- Жерар дьо Нервал (1808 – 1855), френския поет, есеист и преводач
- Алфред дьо Мюсе (1810 – 1857), френски драматург, поет, романтик и новелист
- Анна дьо Ноай (1876 – 1933), френска поетеса
- Жан дьо Лафонтен (1621 – 1695), един от най-популярните баснописци в световната литература
- Молиер (1622 – 1673), френски драматург, режисьор и актьор, майстор на комичната сатира

Певци и музиканти
- Фредерик Шопен (1810 – 1849), полски композитор
- Ернест Шосон (1855 – 1899), френски композитор
- Джеймс Дъглас Морисън (1943 – 1971) певец, поет, фронтмен на рок бандата „The Doors“.
- Мария Калас (1923 – 1977), гръцка оперна певица, чийто прах първоначално е погребан там; откраднат и по-късно намерен, е разпръснат в Егейско море; празната урна е все още в „Пер Лашез“
- Едит Пиаф (1915 – 1963), певица
- Жорж Бизе, (1838 – 1875), френски композитор
- Жилбер Беко (1927 – 2001), френски певец, композитор и актьор
- Винченцо Белини (1801 – 1835), италиански композитор
- Жан Арист Ален (1911 – 1940), френски органист и композитор
- Мануел Гарсия (баща) (1775 – 1832), испански тенор, композитор и музикален педагог
- Шарл-Валантен Алкан, (1813 – 1888), френски композитор и пианист
- Стефан Грапели, (1908 – 1997), френски музикант, композитор и джазов цигулар
- Андре Гретри, (1741 – 1813), френски композитор
- Джордже Енеску, (1881 – 1955), румънски композитор, цигулар, педагог, пианист и диригент
- Франсис Пуленк, (1899 – 1963), френски композитор и пианист
- Мишел Петручани, (1962 – 1999), френски джаз пианист
- Даниел Обер, (1782 – 1871), френски композитор
- Луиджи Керубини, (1760 – 1842), италиански композитор и музикален теоретик
- Родолф Кройцер, (1766 – 1831), френски цигулар, композитор и диригент
- Едуар Лало, (1823 – 1892), френски композитор, цигулар и виолист

Художници
- Карел Апел (1921 – 2006), нидерландски художник
- Роза Боньор (1822 – 1899), френска художничка на животни
- Гюстав Кайбот (1848 – 1894), френски художник, импресионист
- Пол Синяк (1863 – 1935), френски художник
- Жак-Луи Давид (1748 – 1825), френски художник, значим представител на неокласицизма
- Гюстав Доре (1832 – 1883), френски художник, илюстратор и гравьор
- Йожен Дьолакроа (1798 – 1863), френски художник, един от най-значителните представители на романтизма
- Оноре Домие (1808 – 1879), френски живописец, график и скулптор, майстор на карикатурата
- Жан-Жозеф Кариес (1855 – 1894), френски скулптор, керамик и миниатюрист
- Теодор Жерико (1791 – 1827), френски живописец и литограф
- Мари Лорансен (1883 – 1956), френска художничка
- Жан Батист Камий Коро (1796 – 1875), френски художник
- Амедео Модиляни (1884 – 1920), италиански художник и скулптор
- Констанс Майер (1775 – 1821), френска художничка
- Макс Ернст (1891 – 1976), германски художник, график и скулптор
- Жан Огюст Доминик Енгър (1780 – 1867), френски художник, график и цигулар
- Камий Писаро (1830 – 1903), френски живописец, един от основателите на импресионизма
- Жорж Сьора (1859 – 1891), френски художник, един от основателите на неоимпресионизма

Актьори
- Сара Бернар (1844 – 1923), френска актриса
- Клод Жад (1948 – 2006), френска киноактриса
- Айседора Дънкан (1878 – 1927), американска танцьорка
- Ив Монтан (1921 – 1991), френски актьор и певец
- Марсел Марсо (1923 – 2007), един от най-известните изпълнители на пантомима в света
- Ани Жирардо (1931 – 2011), френска актриса
- Мари Трентинян (1962 – 2003), френска актриса, дъщеря на Жан-Луи Трентинян
- Симон Синьоре (1921 – 1985), френска актриса

Режисьори
- Клод Шаброл (1930 – 2010), френски режисьор
- Жермен Дюлак (1882 – 1942), френска режисьорка
- Макс Офюлс (1902 – 1957), германско-френски режисьор

Архитекти и скулптори
- Жан-Жозеф Кариес (1855 – 1894), скулптор
- Луи Висконти (1791 – 1853), френски архитект

Други известни личности
- Софи Бланшар (1778 – 1819), първата професионална въздухоплавателка и първата жена, загинала в авиационен инцидент
- Абрахам-Луи Бреге (1747 – 1823), френски часовникар, роден в Швейцария, основател на марка Breguet
- Самуел Ханеман (1755 – 1843), немски доктор по медицина, създател на хомеопатията
- Жорж Мелиес (1861 – 1938), френски кинотворец
- Тед Лапидус (1928 – 2008), френски моделиер
- Жан Ебютерн (1898 – 1920), френска художничка, приятелка на Амедео Модилиани
- Джеймс Майер Ротшилд (1792 – 1868), банкер, най-малкият син на Майер Ротшилд
- Надар (1820 – 1910), френски фотограф и карикатурист